# Ralph Johnson (cầu thủ bóng đá)
Victor Ralph "Ginger" Johnson (15 tháng 4 năm 1922 - 23 tháng 4 năm 2013) là một cầu thủ bóng đá người Anh.